# کاتو ورمیو
کاتو ورمیو (به لاتین: Kato Vermio) یک منطقهٔ مسکونی در یونان است که در شهرداری ورویا واقع شده‌است. قبل از اصلاحات دولتی سال ۲۰۱۱، این محل بخشی از شهرداری ورویا است که در شهرداری ناحیه قرار دارد.

## موقعیت جغرافیایی
سلی در فاصله ۲۰ کیلومتری از ورویا و در فاصله ۹۰کیلومتری تسالونیکی در ایماتیا است که در مقدونیه مرکزی واقع شده‌است. ارتفاع این روستا از سطح دریا ۱۴۰۰–۱۵۵۰ متر است و احتمالاً بزرگترین جمعیت روستایی یونان را تشکیل می‌دهد.

## توریستی
سلی یک استادیوم ورزشی زمستانی که در کوه‌های ورمیو شمالی یونان واقع است دارد. بسیاری از اماکن و ساختمان‌های مسافرین بازسازی شده و تازه‌ساز هستند، کلبه‌های کوهستانی و کلبه‌های چوبی در روستا وجود دارد و آب و هوای آن در تابستان‌ها سرد و در زمستان‌ها برفی است. اکثر ساکنان بومی یونانی هستند. این روستا دارای تعداد زیادی مسافرخانه و هتل و چند کافه و رستوران می‌باشد. ابتدا در سال ۱۹۳۴ تلسکی در روستای سلی ساخته شد. سلی قدیمی‌ترین پیست اسکی در یونان است.